# Andrea della Robbia

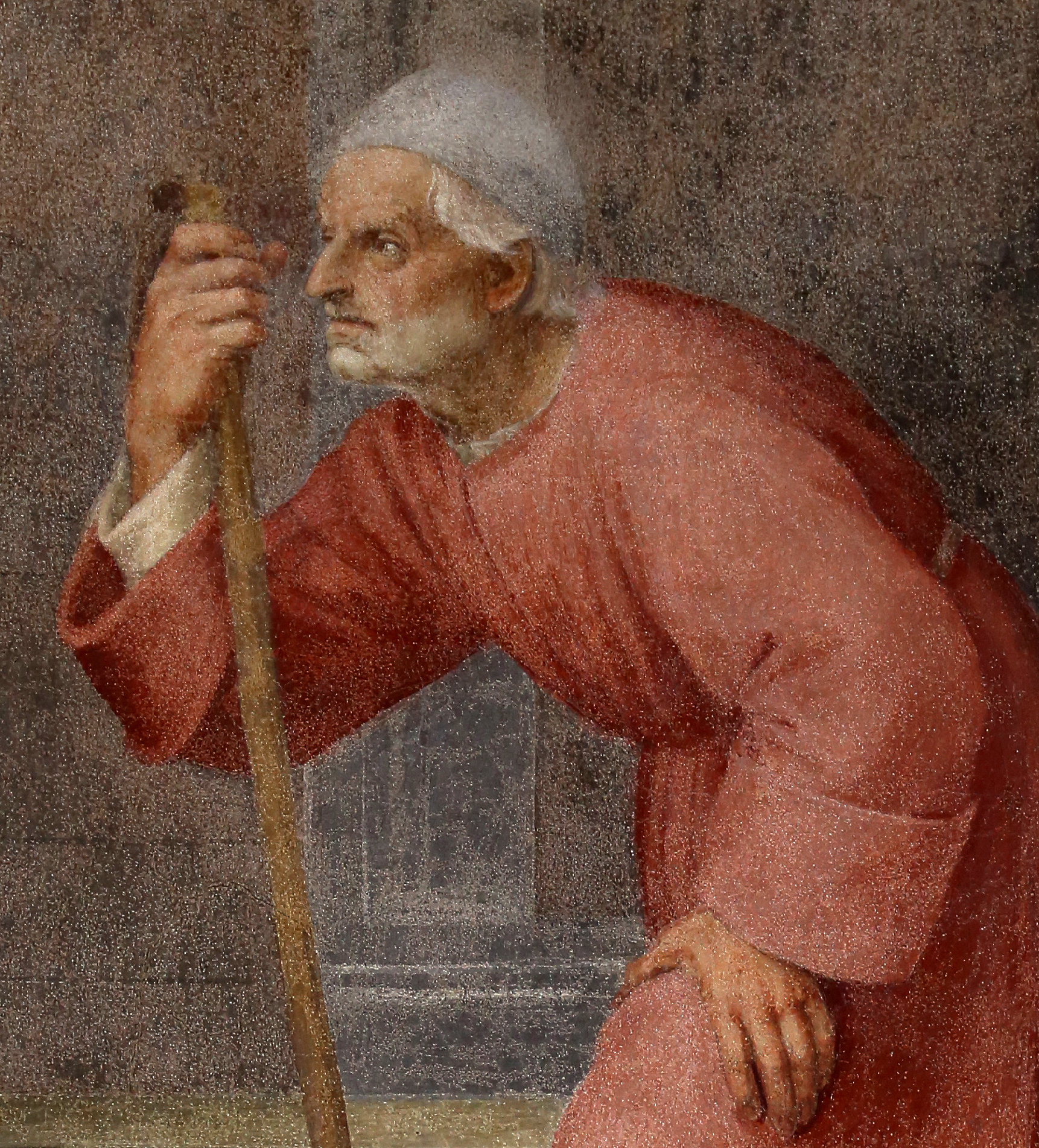
Andrea della Robbia par Andrea del Sarto

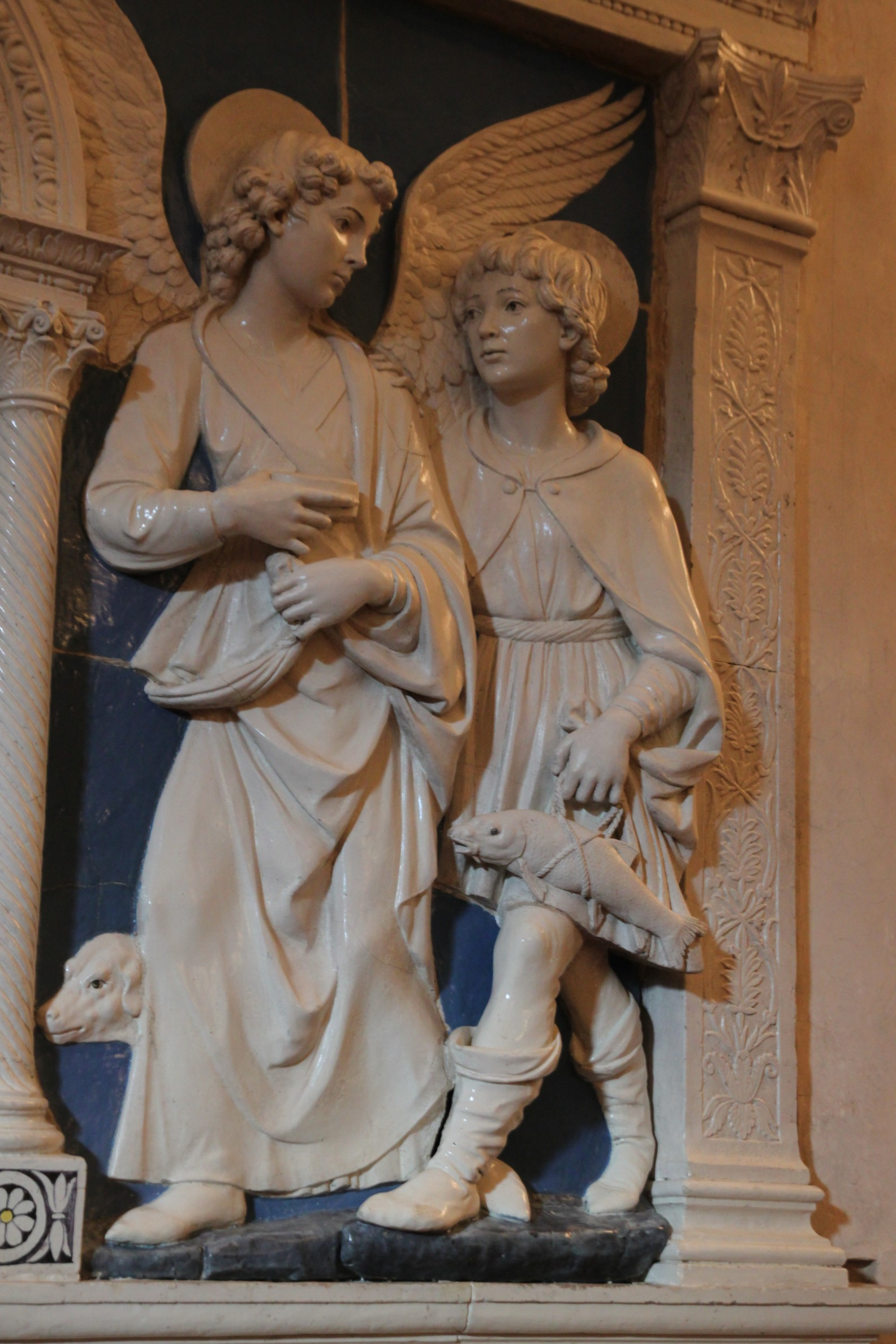
Tobie et l'ange Raphaël (détail), musée de Santa Croce, Florence

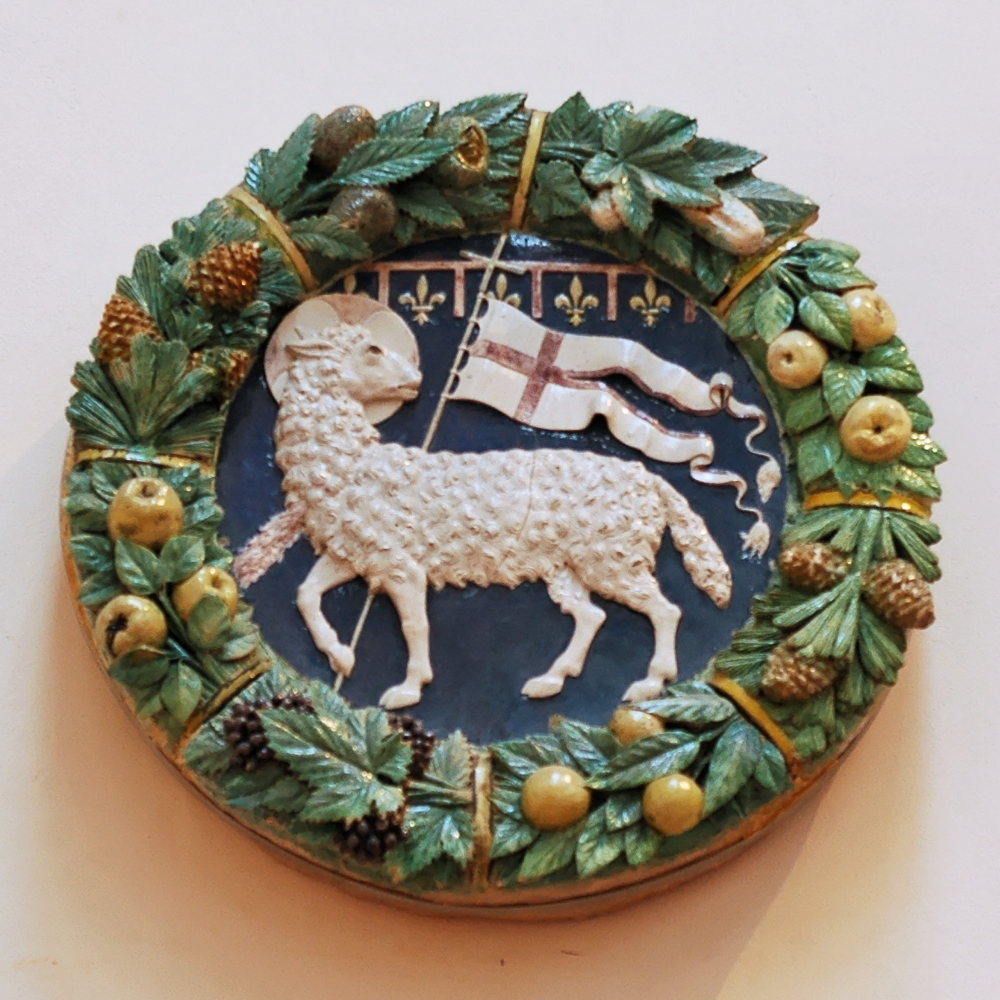
Médaillon-blason de l'Arte della Lana

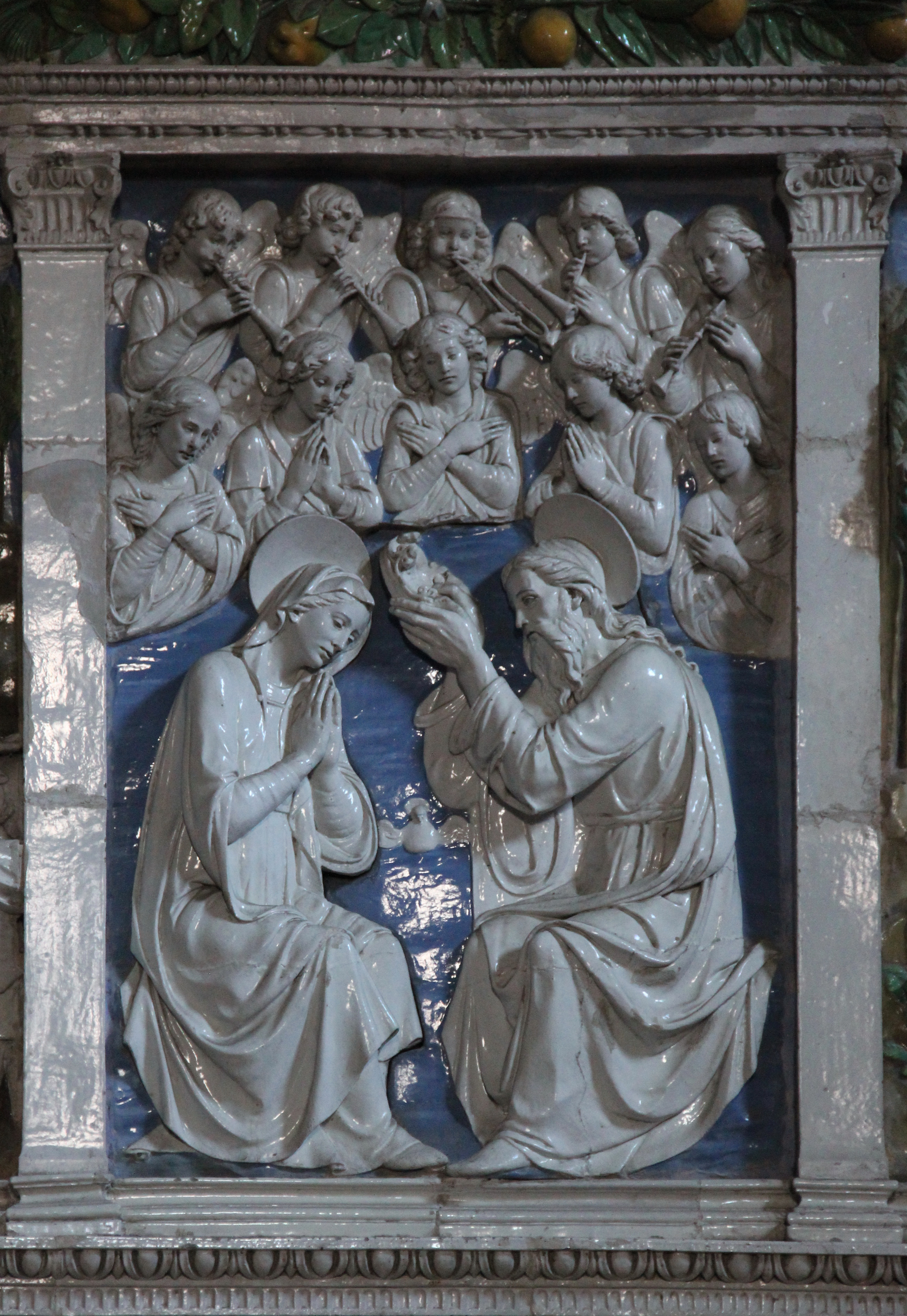
Triptyque de la Pieve delle Sante Flora e Lucilla de Santa Fiora

Andrea della Robbia (Florence, 2 novembre 1435 - 14 août 1525) neveu de Luca della Robbia, fils de son frère Marco, est un céramiste florentin  spécialiste de la  terracotta invetriata et fondateur de l'atelier-boutique des Della Robbia qui accueillit et forma ses cinq fils.

## Biographie
Andrea della Robbia porta à une très grande diffusion l'art de la terracotta invetriata en devenant la maître-artisan de l'atelier hérité de son oncle. Contrairement à ses célèbres prédécesseurs, il n'est pas à proprement un sculpteur et il s'inspire plus de la peinture contemporaine que de la sculpture. Ses œuvres, souvent en bichromie blanche et bleue, sont répandues dans les églises et les palais de toute la Toscane. Parmi ses meilleures réussites, les grandes panneaux du sanctuaire de Chiusi della Verna (dans le Casentino), ou bien le médaillon avec les saints François et Dominique dans la loggia San Paolo à Florence ou les émouvants médaillons comportant des enfants emmaillotés qui couronnent les arches du Spedale degli Innocenti.
À l'intérieur de l'Église de Santa Maria Assunta de la Spezia est conservée sa terre cuite polychrome en médaillon représentant le Couronnement de la Vierge haute d'environ 3 m et large de 2,50 m environ à la  base, que l'on  attribua longtemps à son oncle Luca.
Une autre de ses œuvres est conservée dans l'église Santa Maria di Gesù à Trapani en Sicile, elle est dite Madonna degli Angeli et a été  commandée par la famille Staiti. Par rapport à ses prédécesseurs, son style est plus précis, moins expérimental, plus idéalisé.
Il eut cinq  fils, parmi lesquels Giovanni della Robbia qui  permit à l'atelier familial de survivre quelques années.

## Style
On peut résumer la composition des œuvres d'Andrea della Robbia par le respect constant de trois principes simples  qui s'appuient sur la symbolique des couleurs :
- Les personnages figurent en blanc brillant (symbole de pureté) (la carnation quelquefois en terre cuite naturelle est abandonnée rapidement).
- le fond est  bleu mat (symbole du ciel, du Paradis) une couleur riche (dans tous les sens du terme) au Moyen Âge et à la Renaissance car un pigment issu de la pierre de  lapis-lazuli.
- une frise de branches et de fruits (symbole de la célébration) encadre le tout en couleurs naturelles (verts du feuillage, couleurs des fruits : jaune du citron, orangé de l'orange, bleu du raisin, brun de la pomme de pin...).
- Peu de rouge symbole de la Passion du Christ, seulement sur quelques croix de la bannière du Christ porté par l'agneau du sacrifice (médaillon de l'Arte della Lana).

## Œuvres

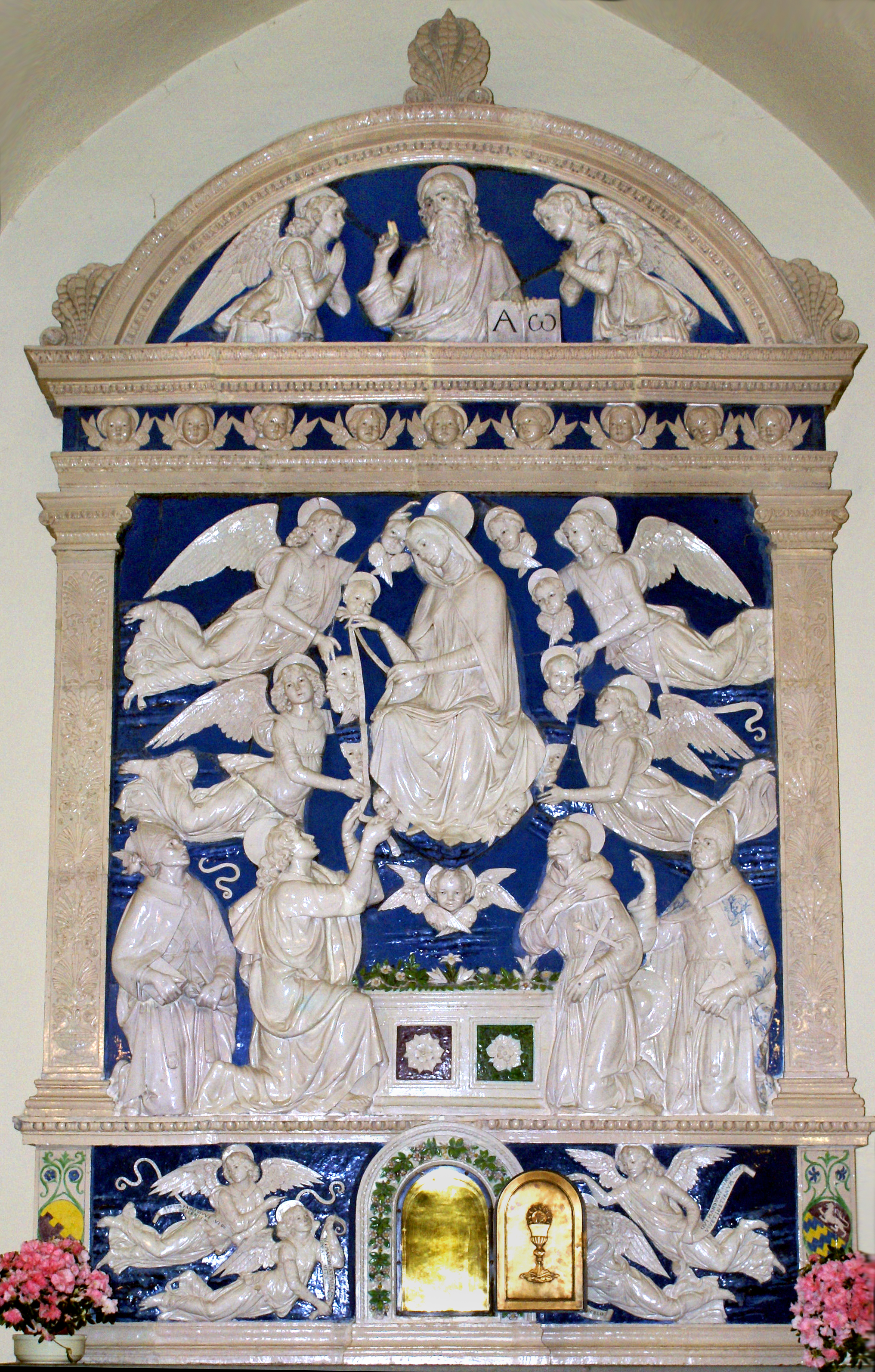
Assunzione di Maria au sanctuaire de la Verna, Chiusi

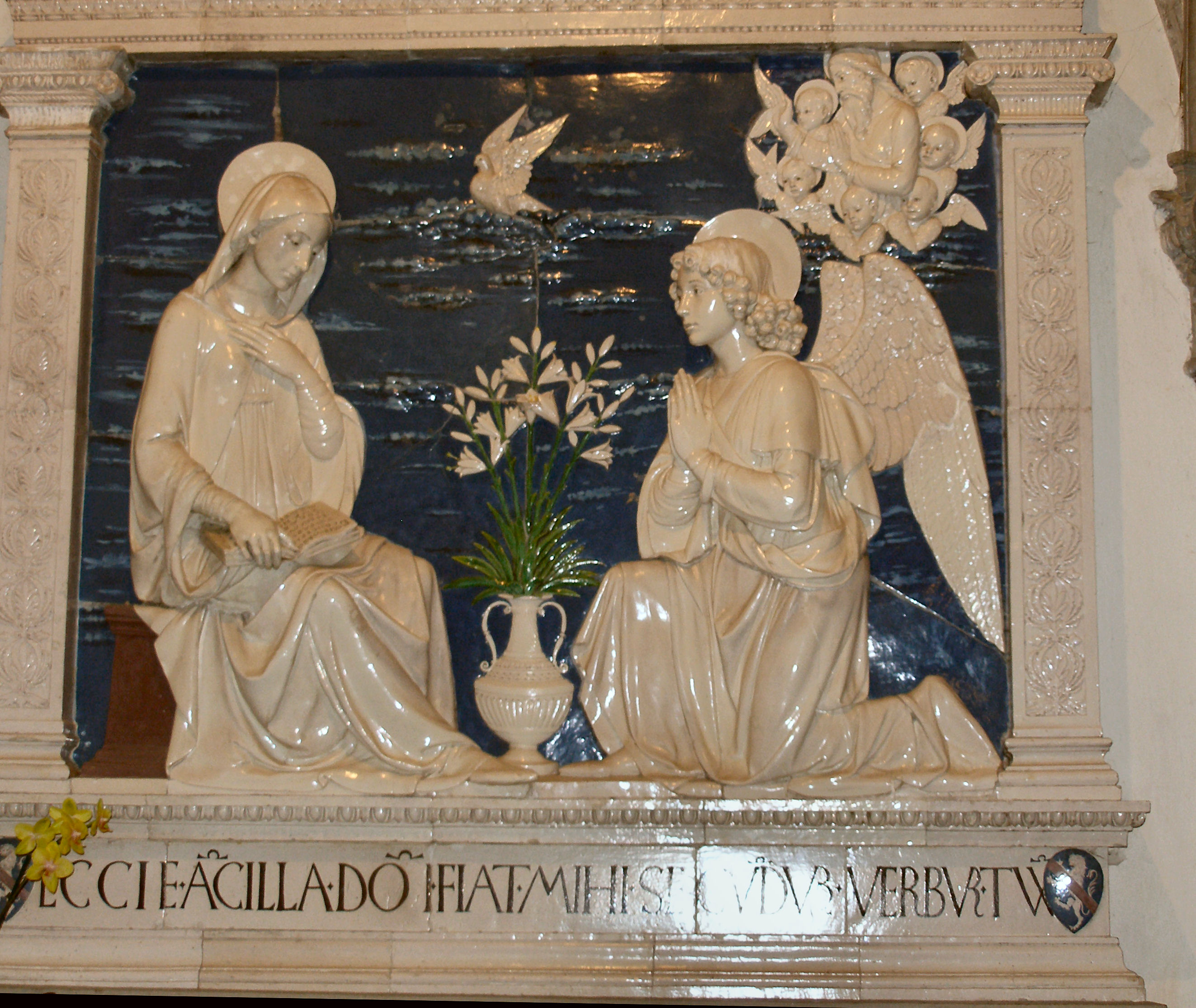
Annonciation au sanctuaire de la Verna

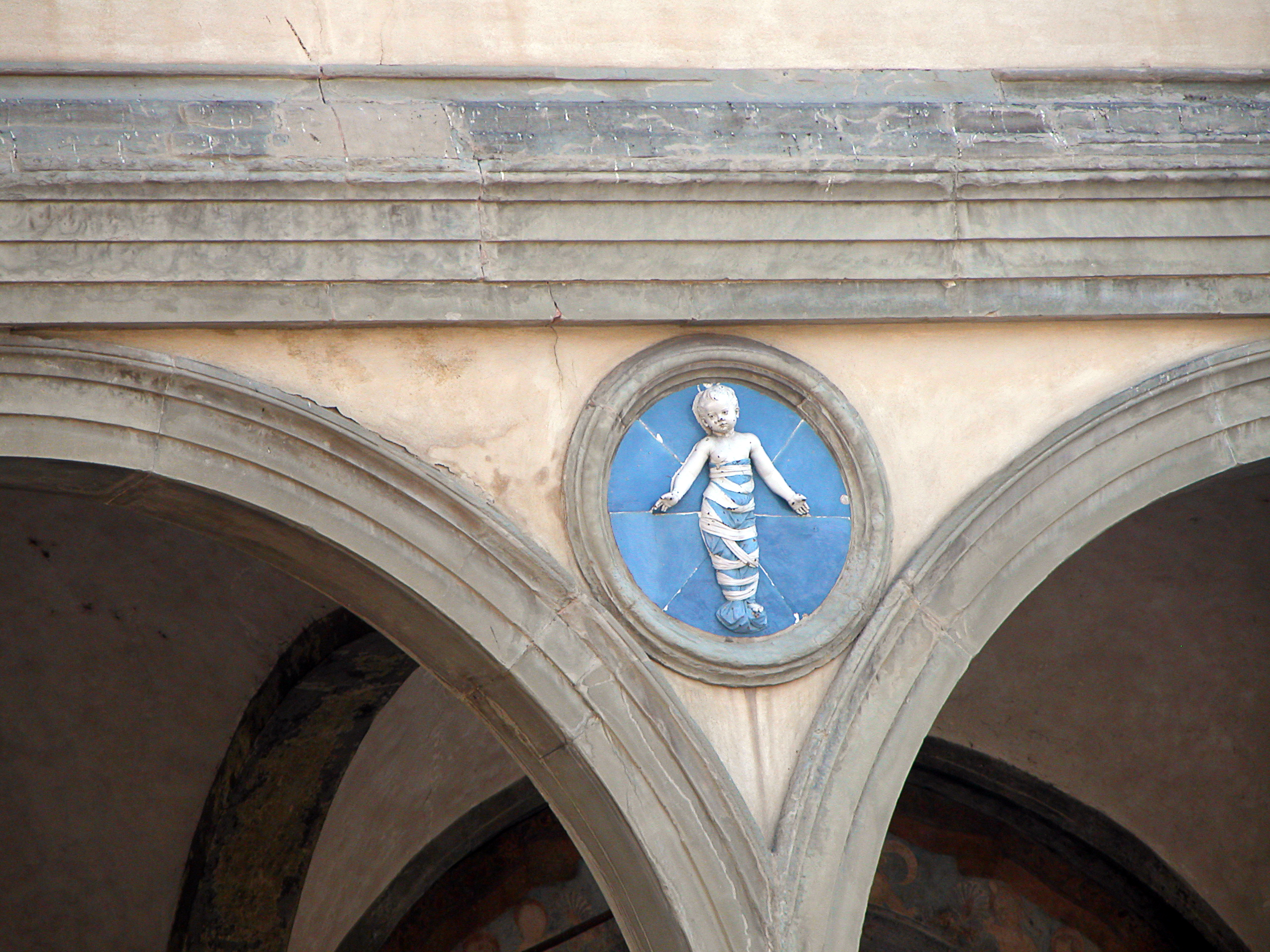
Médaillon sur la façade de l'Hôpital des Innocents (Florence)

- Blason de l'Arte della Lana en terre cuite émaillée  au Museo dell'Opera del Duomo de Florence
- Médaillons des enfants et Annonciation de l'hôpital des Innocents, Florence
- Rencontre de saint François et de saint Dominique, loggia San Paolo, Florence
- Adoration de l'Enfant Jésus, musée national du Bargello
- Madonna della Quercia, Viterbe
- Autel en marbre de  Santa Maria delle Grazie, Arezzo
- Décorations de la voûte et du porche de la vieille cathédrale de Pistoia
- Plusieurs bas-reliefs   de la Pieve delle Sante Flora e Lucilla à Santa Fiora : Baptême du Christ, triptyque et Cène sur la chaire, Madonna della Cintola, crucifix.
- Deux retables de la Vierge couronnée des nefs latérales et Christ en croix du maître-autel, de l'église San Pietro, et retable de la Vierge couronnée de l'église Santa Agata, à Radicofani
- Retable des Lys, Duomo de Montepulciano
- Sanctuaire de la Verna
- Madonna degli Angeli, église Santa Maria di Gesù, Trapani, Sicile
- Autel de la Vergine dei miracoli, San Menardo, Arcevia (avec Giovanni)

### Dans les musées en dehors de l'Italie
- Buste de jeune homme, Detroit Institute of Arts, Michigan
- Madone, Prudence en tondo, Metropolitan Museum of Art, New-York
- Madone, Museum of Fine Arts, Budapest
- Deux Madone, Museum of Fine Arts, Boston
- Madone, National Gallery, Londres
- Madone, Toledo Museum of Art
- La Nativité avec les saints Antoine de Padoue et Nicolas de  Bari, retable, Birmingham Museum & Art Gallery
- Vierge à l'Enfant avec Putti (vers 1490-1495), California Palace of the Legion of Honor, San Francisco
- National Gallery of Art, Washington :
  - Adoration du Christ
  - Vierge à l'Enfant et chérubins
  - Vierge à l'Enfant avec Dieu le père  et chérubins
- Au musée du Louvre, Paris :
  -  	La Vierge debout portant l'Enfant sur le bras droit
  - 	La Vierge et l'Enfant avec trois chérubins
  - Saint évêque (saint Bonaventure ?)
  -  	La Vierge adorant l'Enfant en présence de saint Jean-Baptiste enfant et de deux chérubins
  - Jeune Apôtre ?
- Au Musée des beaux-arts de Nîmes :
  - Tondo de la Vierge à l'Enfant et deux chérubins, dite "Madonne Foulc" (vers 1480)
- Madone, chapelle du château de La Chapelle-d'Angillon (Cher), France
- Plusieurs fragments attestés provenant de l'abbaye Saint-Bertin[1] de la Cène figurant sur le Tombeau de Guillaume Fillastre à Saint-Omer[2] (Pas-de-Calais), France :
  - musée Sandelin de Saint-Omer
  - église de Saint-Martin-au-Laert
  - église Saint-Denis (à Saint-Omer)